# Voleuse de santé
Voleuse de santé (Lover, Don't Come Back) est un roman policier écrit par l’écrivain australien Carter Brown en 1962,. Le roman est publié en France en 1966 dans la Série noire. La traduction, prétendument "de l'américain", est signée Daurienne Suvelor. C'est une des nombreuses aventures du détective privé new-yorkais Danny Boyd, qui est aussi le narrateur. L'action se passe en Australie, ce qui permet à l'auteur de plaisanter sur les différences linguistiques entre l'anglais australien et l'anglais américain. 

## Résumé
Danny Boyd a rendez-vous à Manhattan avec une inconnue, qui lui remet mille dollars pour un étrange contrat : persuadée qu'elle va être assassinée, elle charge le détective de découvrir le coupable lorsqu'il apprendra sa mort. Quelques semaines plus tard, il reconnaît la photo de l'inconnue à la une : c'est Leila Gilbert, une riche héritière qui vient de mourir en Australie, dévorée par un requin après un naufrage. L'avoué de la famille Gilbert remet à Boyd un chèque de 5000 dollars pour clore l'enquête sur cet accident. Mais une bande magnétique met en cause, outre cet avoué, quatre familiers de Leila Gilbert : l'une de ces personnes aurait d'abord tué le père de Leila avant d'assassiner la fille. Deux meurtres maquillés en accidents. Comme on lui promet 10 000 dollars de plus s'il découvre cet assassin, Boyd se résigne à prendre l'avion pour l'Australie, où les quatre suspects sont prêts à l'accueillir dans le port de Townsville, avec des projets pour le moins hostiles.

## Personnages
- Danny Boyd, détective privé new-yorkais.
- Fran Jordan, sa secrétaire.
- Leila Gilbert, fille et héritière de Damon Gilbert, producteur de spectacles.
- James Barth, avoué à Wall Street.
- Ambrose Norman, auteur dramatique.
- Larry Champlin, directeur commercial de Damon Gilbert.
- Felix Parker, ami de Damon Gilbert.
- Betty Adams, secrétaire de Damon Gilbert.
- P. Jennings, enquêteur privé au service de Damon Gilbert.
- Sonia, compagne d'Ambrose Norman.
- Jack Romney, propriétaire du yacht naufragé.
- Clarence, dit Clarrie, pilote d'une vedette à Townsville.

## Édition
- Série noire no 1002, 1966.